# Граб (Љубушки)
Граб је насељено мјесто у Босни и Херцеговини у општини Љубушки које административно припада Федерацији Босне и Херцеговине. Према попису становништва из 1991. у насељу је живјело 1.344 становника.

## Становништво
| Националност       | 1991.          | 1981.          | 1971.          |
| Хрвати             | 1.337 (99,47%) | 1.289 (99,61%) | 1.403 (99,15%) |
| Муслимани          | 0              | 0              | 3 (0,21%)      |
| Срби               | 0              | 0              | 0              |
| Југословени        | 0              | 0              | 0              |
| остали и непознато | 7 (0,52%)      | 5 (0,38%)      | 9 (0,63%)      |
| Укупно             | 1.344          | 1.294          | 1.415          |